# Tussaneeya Karnsomnut
Tussaneeya Karnsomnut (tiếng Thái:ทัศนียา การสมนุช, sinh ngày 14 tháng 12 năm 1994), nghệ danh là Preaw (เปรี้ยว), là diễn viên, người mẫu Thái Lan. Cô là diễn viên độc quyền của Đài Channel 7 (CH7) Thái Lan. Cô được biết đến qua phim Bão tố cuộc đời (2015), Vũ điệu của quỷ (2018).

## Các bộ phim đã từng tham gia

### Phim truyền hình
| Năm  | Phim                             | Vai                        | Đóng với                                                            | Đài |
| ---- | -------------------------------- | -------------------------- | ------------------------------------------------------------------- | --- |
| 2011 | Ban Tuek Kam                     |                            |                                                                     | CH3 |
| 2012 | Mae Poo Preaw                    | Poo                        | Rangsit Sirananon                                                   | CH7 |
| 2013 | Dome Tong Biệt thự bí ẩn         | Wirongrong / Plubpleung    | Veeraparb Suparbpaiboon                                             | CH7 |
| 2014 | Leh Nang Hong                    | Mattana (Manow)            | Tonont Wongboon                                                     | CH7 |
| 2014 | Kom Payabaht Hương sắc hận thù   | Kanya (Pia)                | Pataradet Sa-nguankwamdee & Tisanart Sornsuek                       | CH7 |
| 2014 | Prai Payakorn                    | Pichasinee (Pi)            | Tonont Wongboon                                                     | CH7 |
| 2015 | Morrasoom Sawad Bão tố cuộc đời  | Kumarika (Kwang) Isaraseri | Sukollawat Kanarot                                                  | CH7 |
| 2017 | Plerng Pranang                   | Jao Nang Pinmanee          |                                                                     | CH7 |
| 2017 | Wang Nang Hong Hồn ma nàng vũ ưu | Pikul                      | Siwat Chotchaicharin                                                | CH7 |
| 2018 | Rabum Marn Vũ điệu của quỷ       | Tawika                     | Artit Tangwiboonpanit, Veraparb Suparbpaiboon, Watcharabul Leesuwan | CH7 |
| 2019 | Sarawat Yai                      | Kampaeng                   | Kantapong Bamrongrak                                                | CH7 |
| 2019 | Pleng Ruk Pleng Bpeun            | Priew                      | Krittarit Butprom                                                   | CH7 |
| 2020 | Peek Hong Cánh thiên nga         | Linin / "Nin"              | Krittarit Butprom                                                   | CH7 |
| 2020 | La Tha Chon Ngoài vòng luật pháp | Natasha Warinsub           | Kantapong Bamrongrak                                                | CH7 |
| 2022 | Buang Wimala Mắt xích hận thù 2  |                            | Mick Tongraya & Kessarin Noiphueng                                  | CH7 |
|      | Mae Kong                         |                            |                                                                     | CH7 |

## Ca khúc
- แม่ปูเปรี้ยว / Mae Poo Preaw ft  Rangsit Sirananon + เผลอรัก / Plur Ruk (OST Mae Poo Preaw) (2012)
- นางครวญ / Nahng Kruan (OST Dome Thong) (2013)
- สองมือพ่อ / Saung Meu Por (Our Father's Two Hands) ft CH7 actors (Song for The King's birthday) (2015)
- เธอคือมรสุม / Tur Keu Mornsoom (OST Morrasoom Sawad / Bão tố cuộc đời) (2015)
- เพราะข้าจะตาม / Pror Kah Ja Dtahm (OST Wang Nang Hong / Hồn ma nàng vũ ưu) (2017)
- ลอยมา ลอยไป / Loy Mah Loy Bpai ft Thanakorn Sribanjong (OST Pleng Ruk Pleng Bpeun) (2019)
- จัดสรร / Jut Sun (Allocate) ft Jetset’er (Secre7 Room) (2020)
- เธอคือรักแท้ / Tur Keu Ruk Tae (OST Peek Hong / Cánh thiên nga) (2020)
- แสงสว่างแห่งรัก - Saeng Sawahng Haeng Ruk (Light of Love) (OST La Tha Chon /  Ngoài vòng luật pháp) (2020)

## Đời tư
Ngày 12/04/2021, Praew đã xác nhận dương tính Covid-19.